# Шудек (река)
Шудек (устар. Шудэк) (в верховье Шады) — река в Янаульском районе Башкортостана. Впадает слева в реку Буй (приток Камы) в 85 км от устья. Длина реки составляет 27 км. В 16 км от устья справа впадает река Ариан.

## Данные водного реестра
По данным государственного водного реестра России, относится к:
- Камскому бассейновому округу
- речной бассейн — Кама
- речной подбассейн — бассейны притоков Камы до впадения Белой.
- водохозяйственный участок — Буй от истока до Кармановского гидроузла[3].

Код объекта в государственном водном реестре — 10010101112111100016342.